# Jean-Pierre Audy

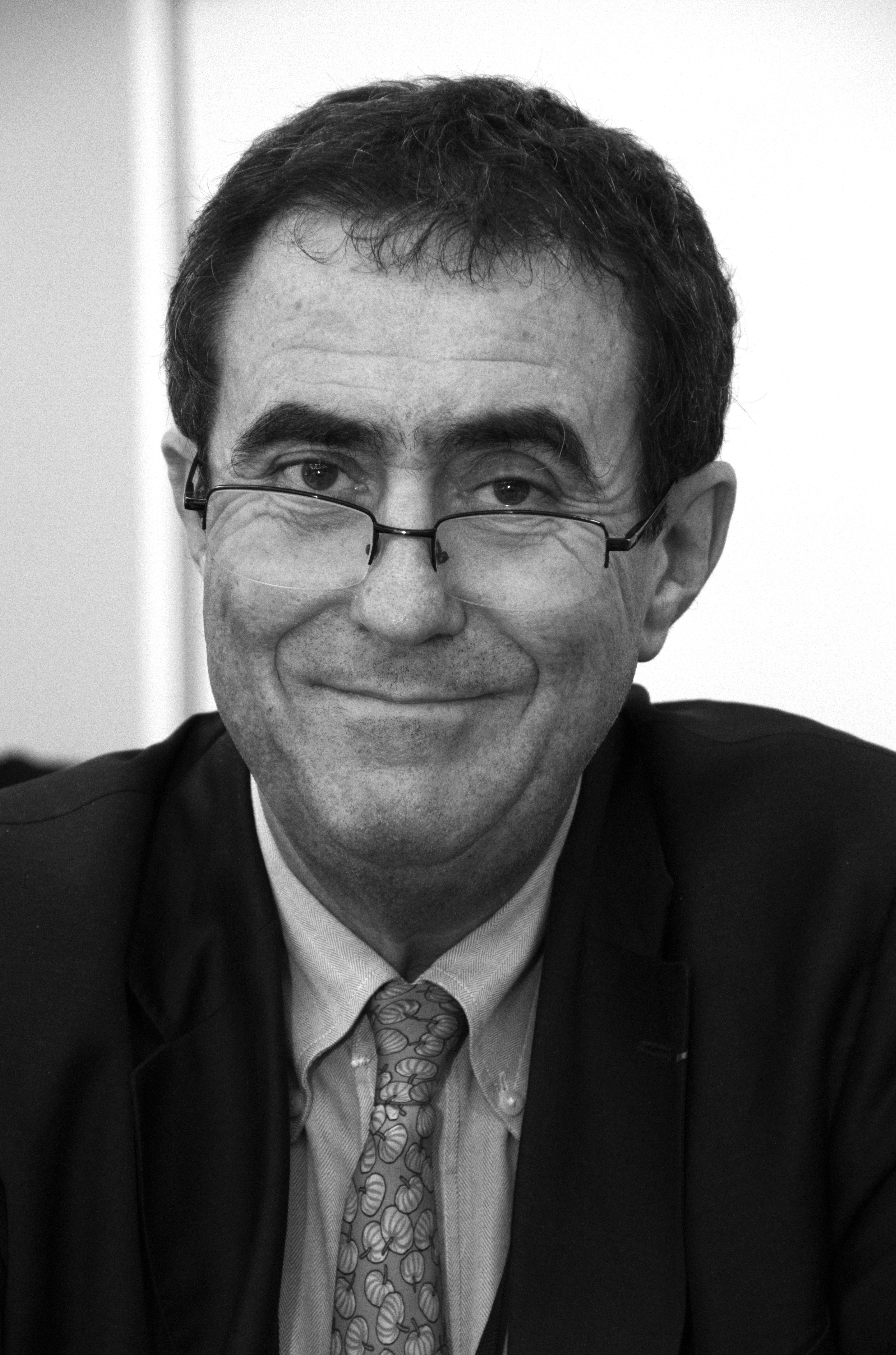
Jean-Pierre Audy

Jean-Pierre Audy este un om politic francez, membru al Parlamentului European în perioada 2004-2009 din partea Franței. 
1. ↑  Deputații în Parlamentul European